# Llinda de Ca l'Adroguer Nou
La Llinda de Ca l'Adroguer Nou, és una part d'una edificació que forma part de l'Inventari del Patrimoni Arquitectònic Català de la ciutat de Solsona (Solsonès).
Se l'anomena Llinda de Ca l'Adroguer Nou perquè fa molts anys aquest establiment, que està a un edifici de l'altre costat del carrer, hi havia tingut un magatzem de pintura, però la llinda està a la casa del carrer de Sant Cristòfol número 7 de Solsona anomenada cal Bolet, per tant se la pot anomenar llinda de cal Bolet.
També se la coneix com la llinda de la Carnisseria Municipal de Solsona, construïda l’any 1673 i que hi va ser fins l’any 1862 quan l’Ajuntament de Solsona va vendre el local. Sembla que el lloc on és ara la llinda no era el seu lloc original, però si que estava dins de l'espai que ocupa la casa actual per la façana del carrer de les Terceries.

## Descripció

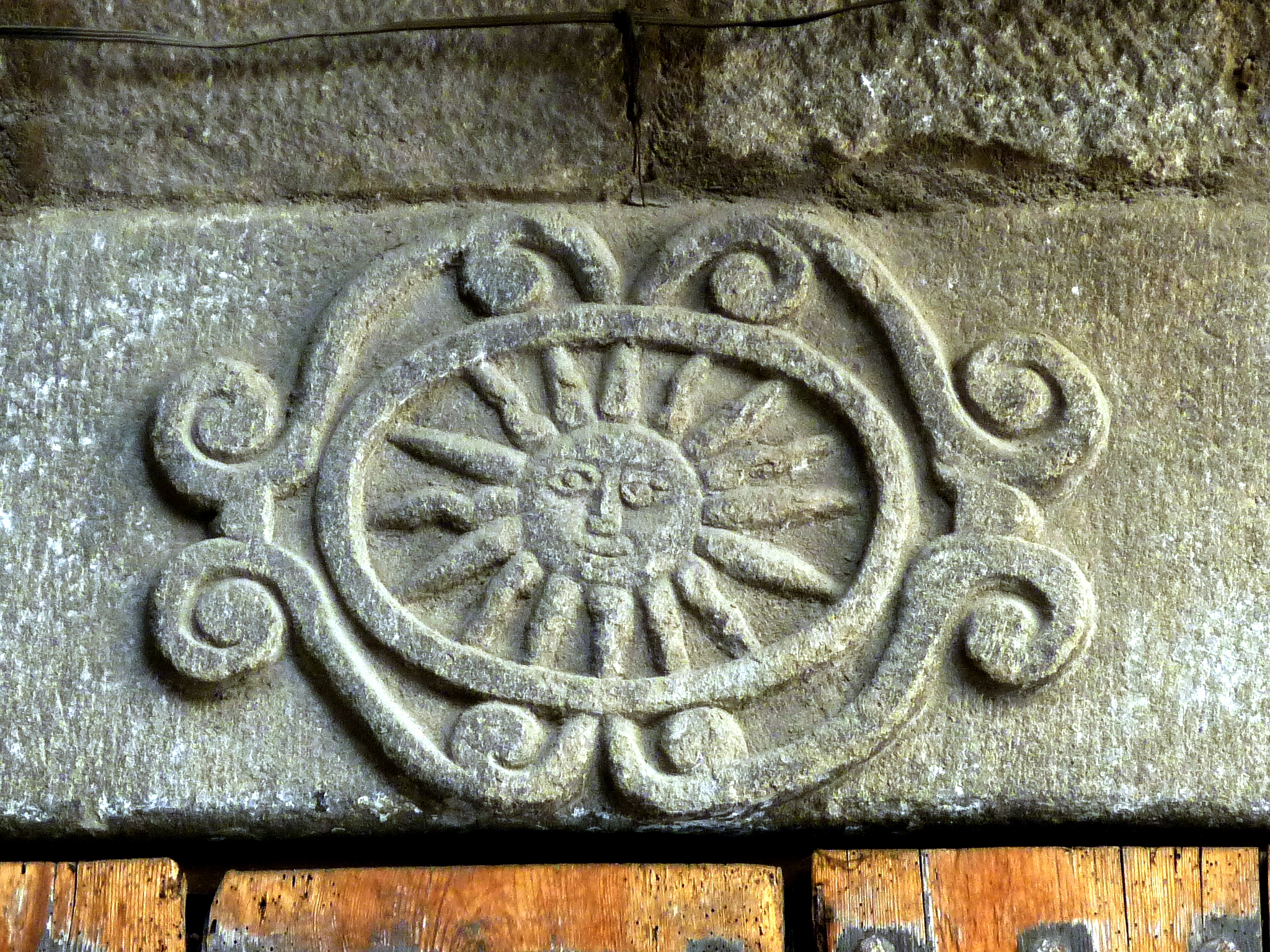
Escut de Solsona

Llinda de porta de pedra en la qual hi ha rebaixat i en grans proporcions la data 1673. Aquesta és partida en la meitat per un dibuix en relleu que representa el sol de Solsona